# Stefan Hager
Stefan Hager (* 25. Jänner 1995) ist ein österreichischer Fußballspieler.

## Karriere

### Verein
Hager begann siebenjährig beim Innsbrucker SK mit dem Fußballspielen und absolvierte seine letzten drei Spielzeiten außerhalb Österreichs, in der Jugendabteilung des FC Bayern München.
2014 kehrte er nach Österreich zurück und unterzeichnete einen Vertrag beim Drittligisten SPG FC Pasching/LASK Juniors, für den er in der Regionalliga Mitte zum Einsatz kam. Sein Debüt gab er am 30. August 2014 am 5. Spieltag der Saison 2014/15 beim 1:1-Unentschieden im Heimspiel gegen den SK Vorwärts Steyr. Sein erstes Ligator war der 1:0-Siegtreffer am 11. April 2015 im Heimspiel gegen den Wolfsberger AC II.
Sein Debüt für die Profis des LASK gab er am 36. Spieltag 2015/16 beim torlosen Unentschieden im Auswärtsspiel gegen den Floridsdorfer AC.
Im August 2016 wurde er an den Ligakonkurrenten SC Wiener Neustadt verliehen. Zur Saison 2017/18 wurde er fest von den Niederösterreichern verpflichtet. Nach dem Zwangsabstieg von Wiener Neustadt wechselte er zur Saison 2019/20 zum Bundesligisten WSG Tirol. In zwei Spielzeiten bei der WSG kam er zu 42 Einsätzen in der Bundesliga, in denen er zwei Tore erzielte. Nach der Saison 2020/21 verließ er die Tiroler.
Daraufhin wechselte er im Juli 2021 zum Zweitligisten FC Wacker Innsbruck, bei dem er bereits in seiner Jugend gespielt hatte, und unterschrieb einen bis Juni 2022 laufenden Vertrag. Für Wacker kam er bis zur Winterpause zu 13 Zweitligaeinsätzen. Im Februar 2022 wurde der Innenverteidiger bis zu seinem Vertragsende im Juni 2022 von den Innsbruckern freigestellt. Während seiner Abwesenheit schlitterte Wacker in die Insolvenz und musste zwangsweise aus der 2. Liga absteigen.
Zur Saison 2022/23 wechselte Hager dann zum Regionalligisten FC Kufstein.

### Nationalmannschaft
Das Nationaltrikot trug Hager zehnmal; er kam zwischen 2010 und 2012 jeweils für die Nationalmannschaft der Altersklasse U-16, U-17 und U-18 zum Einsatz.